# Euphorbia aequoris
Euphorbia aequoris ist eine Pflanzenart aus der Gattung Wolfsmilch (Euphorbia) in der Familie der Wolfsmilchgewächse (Euphorbiaceae).

## Beschreibung
Die sukkulente Euphorbia aequoris entspringt einer knolligen Wurzel und wächst als kleiner Strauch bis 22 Zentimeter Höhe. Der unterirdische Trieb verzweigt sich oberhalb des Bodens und bildet so einen dichten Horst mit bis zu 15 Zentimeter Durchmesser aus. Die gegenständigen oder gegabelten Zweige erreichen 4 Millimeter im Durchmesser. Die weiteren Verzweigungen besitzen 4 bis 12 Millimeter lange Internodien. Die spateligen Blätter werden bis 1,5 Millimeter groß und sind nur kurzlebig. 
Der Blütenstand besteht aus einzelnen, einfachen und fast sitzenden Cymen. Die Brakteen ähneln den Blättern. Die Cyathien werden bis 2 Millimeter im Durchmesser groß und die elliptischen Nektardrüsen berühren sich. Die stumpf gelappte Frucht erreicht 4 Millimeter im Durchmesser und steht an einem zurückgebogenen 4 Millimeter langen Stiel. Der eiförmige Samen ist mit sehr kleinen Runzeln besetzt.

## Verbreitung und Systematik
Euphorbia aequoris ist im Süden von Südafrika in der Provinz Ostkap in Höhenlagen um 1375 Meter verbreitet.
Die Erstbeschreibung der Art erfolgte 1915 durch Nicholas Edward Brown. Ein Synonym ist Tirucallia aequoris (N.E.Br.) P.V.Heath (1996).